# Xenochrophis vittatus
Espèce
Synonymes
- Coluber vittatus Linnaeus, 1758

Xenochrophis vittatus est une espèce de serpents de la famille des Natricidae.

## Répartition
Cette espèce se rencontre :
- en Indonésie sur les îles de Bangka, de Java et de Sumatra ;
- en Malaisie péninsulaire ;
- à Singapour où elle a été introduite.

Sa présence est incertaine au Sulawesi.

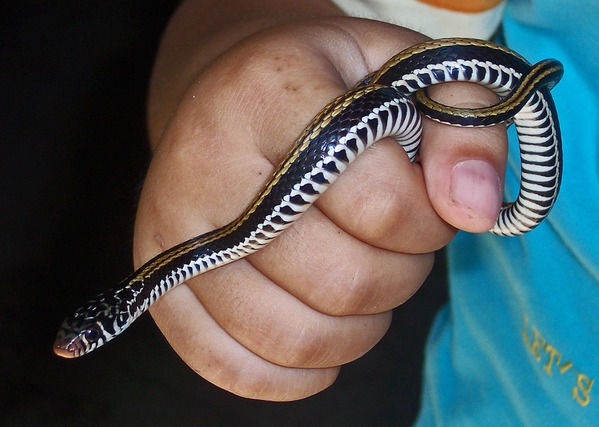

## Description
Ce serpent atteint 50 cm pour les mâles et 70 cm pour les femelles. Il est ovipare et pond de 9 à 12 œufs. Il se nourrit de divers amphibiens et poissons.

## Publication originale
- Linnaeus, 1758 : Systema naturae per regna tria naturae, secundum classes, ordines, genera, species, cum characteribus, differentiis, synonymis, locis, ed. 10 (texte intégral).